# 徹納恩鱷
徹納恩鱷（屬名：Chenanisuchus）是鱷形超目森林鱷科的一屬，化石發現於摩洛哥西迪徹納恩的古新世坦尼特階地層、以及馬里的白堊紀晚期地層。
牠們是由古生物學家Stéphane Jouve、Baâdi Bouya、以及Mbarek Amaghzaz在2000年所敘述。模式種是C. lateroculi，種名意指朝後方的眼睛。
徹納恩鱷是目前已知最原始的森林鱷科動物。

## 化石材料
目前已有兩個徹納恩鱷的標本被發現。正模標本（編號OCP DEK-GE 262）是一個接近完整的頭顱骨與下頜碎片，另一個標本（編號OCP DEK-GE 61）是一個接近完整的頭顱骨，都發現於摩洛哥西迪徹納恩的古新世坦尼特階地層。近年在馬里的馬斯垂克階地層，也發現徹納恩鱷的化石，顯示徹納恩鱷在白堊紀-第三紀滅絕事件後存活下來。

## 分類系統
Jouve等人在2005年的研究中將C. lateroculi歸類於森林鱷科，根據以下三個形態上的特徵：
- 枕骨粗隆部的出現。
- 前外側眶後突的出現。
- 方顴骨與上隅骨之間（頜關節）的連接部份大。

## 古生物學
C. lateroculi的成年個體身長估計為4到4.5公尺之間，這是根據60公分長的頭顱骨而來的。牠們擁有森林鱷科中最短的口鼻部。

## 外部連結
- Jouve等人的2005年研究[永久] (Pdf檔)